# Le Sacq
Le Sacq ist eine ehemalige französische Gemeinde mit 306 Einwohnern (Stand: 2020) im Département Eure in der Region Normandie. Sie gehörte zum Arrondissement Évreux. Die Bewohner werden Sacquois und Sacquoises genannt.
Der Erlass vom 23. November 2015 legte mit Wirkung zum 1. Januar 2016 die Eingliederung von Le Sacq als Commune déléguée zusammen mit den früheren Gemeinden Condé-sur-Iton, Damville, Manthelon, Le Roncenay-Authenay und Gouville zur neuen Commune nouvelle Mesnils-sur-Iton fest.

## Geografie
Le Sacq liegt etwa 15 Kilometer südwestlich von Évreux und etwa 40 Kilometer südöstlich von Bernay. Der Iton fließt östlich des Ortes.
Umgeben wird Le Sacq von den Nachbargemeinden und den Communes déléguées:
| Manthelon (Commune déléguée) |                                             |                      |
| Marbois                      | Kompassrose, die auf Nachbargemeinden zeigt | Sylvains-lès-Moulins |
|                              | Damville (Commune déléguée)                 |                      |

## Bevölkerungsentwicklung
| Le Sacq: Einwohnerzahlen von 1793 bis 2020                                                                                 | Le Sacq: Einwohnerzahlen von 1793 bis 2020 | Le Sacq: Einwohnerzahlen von 1793 bis 2020 | Le Sacq: Einwohnerzahlen von 1793 bis 2020 | Le Sacq: Einwohnerzahlen von 1793 bis 2020 |
| --- | ------------------------------------------ | ------------------------------------------ | ------------------------------------------ | ------------------------------------------ |
| Jahr |                                            |                                            |                                            | Einwohner                                  |
| 1793 | 1793                                       |                                            | 240                                        | 240                                        |
| 1800 | 1800                                       |                                            | 221                                        | 221                                        |
| 1806 | 1806                                       |                                            | 260                                        | 260                                        |
| 1821 | 1821                                       |                                            | 225                                        | 225                                        |
| 1831 | 1831                                       |                                            | 227                                        | 227                                        |
| 1836 | 1836                                       |                                            | 201                                        | 201                                        |
| 1841 | 1841                                       |                                            | 225                                        | 225                                        |
| 1846 | 1846                                       |                                            | 221                                        | 221                                        |
| 1851 | 1851                                       |                                            | 210                                        | 210                                        |
| 1856 | 1856                                       |                                            | 192                                        | 192                                        |
| 1861 | 1861                                       |                                            | 176                                        | 176                                        |
| 1866 | 1866                                       |                                            | 166                                        | 166                                        |
| 1872 | 1872                                       |                                            | 181                                        | 181                                        |
| 1876 | 1876                                       |                                            | 179                                        | 179                                        |
| 1881 | 1881                                       |                                            | 169                                        | 169                                        |
| 1886 | 1886                                       |                                            | 180                                        | 180                                        |
| 1891 | 1891                                       |                                            | 167                                        | 167                                        |
| 1896 | 1896                                       |                                            | 164                                        | 164                                        |
| 1901 | 1901                                       |                                            | 161                                        | 161                                        |
| 1906 | 1906                                       |                                            | 140                                        | 140                                        |
| 1911 | 1911                                       |                                            | 249                                        | 249                                        |
| 1921 | 1921                                       |                                            | 126                                        | 126                                        |
| 1926 | 1926                                       |                                            | 125                                        | 125                                        |
| 1931 | 1931                                       |                                            | 119                                        | 119                                        |
| 1936 | 1936                                       |                                            | 111                                        | 111                                        |
| 1946 | 1946                                       |                                            | 104                                        | 104                                        |
| 1954 | 1954                                       |                                            | 128                                        | 128                                        |
| 1962 | 1962                                       |                                            | 108                                        | 108                                        |
| 1968 | 1968                                       |                                            | 88                                         | 88                                         |
| 1975 | 1975                                       |                                            | 96                                         | 96                                         |
| 1982 | 1982                                       |                                            | 158                                        | 158                                        |
| 1990 | 1990                                       |                                            | 193                                        | 193                                        |
| 1999 | 1999                                       |                                            | 240                                        | 240                                        |
| 2006 | 2006                                       |                                            | 286                                        | 286                                        |
| 2013 | 2013                                       |                                            | 299                                        | 299                                        |
| 2020 | 2020                                       |                                            | 306                                        | 306                                        |
| Quelle(n): EHESS/Cassini bis 1999, INSEE ab 2006 Anmerkung(en): Ab 1962 offizielle Zahlen ohne Einwohner mit Zweitwohnsitz |                                            |                                            |                                            |                                            |

## Sehenswürdigkeiten
- Kapelle Notre-Dame, 1890 errichtet